# Red Bull Records
Red Bull Records er et amerikansk pladeselskab baseret i West Hollywood, Californien. 
Selskabet blev etableret af Red Bulls medstifter Dietrich Mateschitz i 2007, da man byggede et pladestudie i Santa Monica, der var beregnet til at give mindre og ukendte indieband gratis studietid.
Ved udgangen af 2015 havde Red Bull Records medvirket til udgivelse af omkring 20 musikalbum. Alternativ rock og indie er de foretrukne genre.